# Saúl Lara
Saúl Octavio Lara Torrico (Villa Rivero, Bolivia; 3 de octubre de 1957) es un abogado y político boliviano que actualmente se desempeña como diputado nacional plurinominal en la Asamblea Legislativa Plurinacional de Bolivia en representación del Departamento de Cochabamba. Durante su carrera política, Saúl Lara ocupó el alto cargo de Ministro de Gobierno de Bolivia desde el 17 de agosto de 2004 hasta el 9 de junio de 2005 durante el gobierno del presidente Carlos Mesa Gisbert. Así mismo, fue también el Viceministro de Régimen Interior desde el 24 de octubre de 2003 hasta el 17 de agosto de 2004.

## Biografía
Saúl Lara nació el 3 de octubre de 1957 en el municipio de Villa Rivero perteneciente a la provincia de Punata en el departamento de Cochabamba. Salió bachiller el año 1975 y continuó con sus estudios superiores, ingresando a estudiar la carrera de derecho en la Universidad Mayor de San Simón (UMSS), graduándose como abogado de profesión el año 1983. Desde 1993 hasta 1997, Saúl Lara se desempeñó como director de gabinete del canciller Antonio Aranibar durante el primer gobierno del presidente Gonzalo Sánchez de Lozada. Se unió como militante a las filas del partido político Movimiento Bolivia Libre (MBL)

### Viceministro de Régimen Interior (2003-2004)
El 24 de octubre de 2003, el entonces ministro de gobierno Alfonso Ferrufino posesionó en el cargo de viceministro de Régimen Interior al emebelista Saúl Lara Torrico en reemplazo de José Luis Harb.

### Ministro de Gobierno de Bolivia (2004-2005)
Ante la renuncia del ministro Alfonso Ferrufino Valderrama, en su reemplazo, el presidente Carlos Mesa Gisbert decide posesionar al abogado cochabambino Saúl Lara Torrico como el nuevo ministro de gobierno el 17 de agosto de 2004.

### Diputado Plurinominal de Bolivia (2020-2025)
Después de 15 años (desde 2005), Saúl Lara volvió nuevamente a la política boliviana participando en las elecciones nacionales de 2020 postulando al cargo de diputado plurinominal por el Departamento de Cochabamba en representación de la agrupación política Comunidad Ciudadana (CC), logró requerir la votación mínima requerida y accedió al curul parlamentario ya a sus 62 años de edad. 
En la actualidad, Saúl Lara se desempeña también como el Jefe de Comunidad Ciudadanna en el Departamento de Cochabamba y vocero oficial de CC a nivel nacional.